# Врубай на полную катушку
«Врубай на полную катушку» (другой вариант — «Прибавьте громкость», англ. Pump Up The Volume) — американско-канадский кинофильм 1990 года режиссёра Аллана Мойла.

## Сюжет
Марк, интеллектуальный, но застенчивый подросток, переезжает в Аризону с Восточного побережья. Его родители дают ему УКВ-радио, чтобы он мог общаться со своими приятелями, но вместо этого он открывает свою собственную пиратскую радиостанцию, выходя в эфир под именем Гарри. Передача, в которой звучит недозволенная музыка и идёт обсуждение актуальных молодёжных тем, быстро становится популярной среди учеников, но руководство школы и власти хотят положить конец незаконному эфиру.

## В ролях
- Кристиан Слейтер — Марк Хантер
- Саманта Мэтис — Нора Диниро
- Энни Росс[англ.] — Лоретта Крезвуд
- Энди Романо[англ.] — Мёрдок
- Скотт Полин[англ.] — Брайан Хантер
- Мими Кеннеди — Марла Хантер
- Энтони Лучеро[англ.] — Мальколм Кайзер
- Билли Морриссетт — Мазз Маззилли
- Роберт Шенккан[англ.] — Девид Дивер
- Шерил Поллак[англ.] — Пэйдж Вудвард
- Эллен Грин — Джен Эмерсон
- Сет Грин — Джо

## Награды и номинации
Награды
- 1990 — Фестиваль американского кино в Довиле — Приз зрительских симпатий (Аллан Мойл[англ.]).
- 1990 — Международный кинофестиваль в Сиэтле — Лучший фильм (Руперт Харви, Сэнди Стерн[англ.]).

Номинации
- 1990 — Фестиваль американского кино в Довиле — Приз кинокритиков (Аллан Мойл).
- 1991 — «Независимый дух» — Лучший фильм (Руперт Харви, Сэнди Стерн), Лучшая режиссура (Аллан Мойл), Лучшая мужская роль (Кристиан Слейтер), Лучший сценарий (Аллан Мойл)[1].